# Gašper Žemva
Gašper Žemva, slovenski arhitekt, * 1985, Ljubljana.

## Šolanje in delo
Žemva se je jeseni 2004 vpisal na Fakulteto za arhitekturo Univerze v Ljubljani. Leta 2007 je nadaljeval študij na oddelku za arhitekturo in oblikovanje na Aalborški univerzi. Diplomiral je pri Petru Broju leta 2009 z magistrskim delom imenovanim The Vesterbo Project.
Od septembra 2009 do avgusta 2012 je bil predsednik društva Ljubljanska kolesarska mreža, kjer je aktivno sodeloval pri vzpodbujanju mestnih in državnih oblasti k izboljšanju razmer za kolesarjenje v Ljubljani. Leta 2009 je izdal brošuro Pobude za prijazno kolesarsko infrastrukturo.
Od leta 2015 dela na Zavodu za urbanizem Maribor (ZUM d.o.o.), kjer sodeluje pri pripravi občinskih prostorskih načrtov, urbanističnih načrtov ter občinskih celostnih prometnih strategij.